# Brąswałd
Brąswałd [ˈbrɔ̃sfau̯t] (deutsch Braunswalde) ist ein Dorf der Landgemeinde Dywity (Diwitten) im Powiat Olsztyński (Kreis Allenstein) der polnischen Woiwodschaft Ermland-Masuren.

## Geographische Lage
Das Dorf liegt unweit des Müssing-Sees (polnisch Jezioro Mosąg) im Ermland im historischen Ostpreußen, etwa fünf Kilometer nordwestlich von Dywity (Diwitten) und acht Kilometer nordwestlich von Olsztyn (Allenstein).

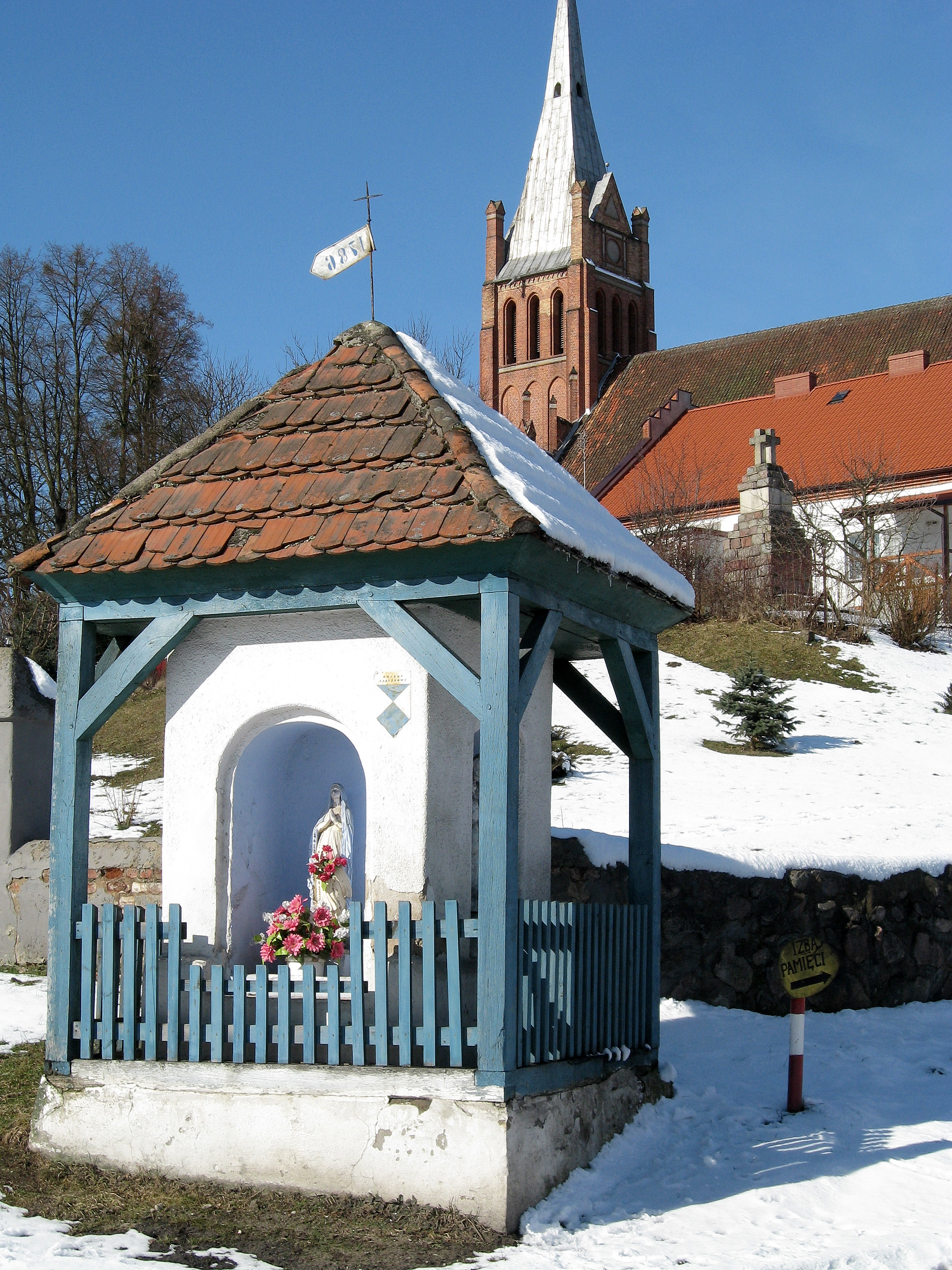
Dorfpartie zur Winterzeit

|  |

## Geschichte

### Ortsgeschichte
Gegründet wurde die Ortschaft im Jahr 1337 im Herrschaftsbereich des Deutschen Ordens.
In den Jahren 1517 bis 1519 war der Astronom Nikolaus Kopernikus als Administrator des Ermländischen Domkapitels in Allenstein für Braunswalde zuständig.
Am 3. Februar 1807 lieferten sich Truppen Napoleons ein Gefecht mit Russen bei in der zu Braunswalde gehörenden Ortschaft Bergfriede um die Allebrücke.
Mit der Einführung der Kreisordnung für die Provinzen Ost- und Westpreußen, Brandenburg, Pommern, Schlesien und Sachsen vom 13. Dezember 1872 wurde am 7. Mai 1874 der Amtsbezirk Braunswalde eingerichtet.
Aufgrund der Bestimmungen des Versailler Vertrags stimmte die Bevölkerung im Abstimmungsgebiet Allenstein, zu dem Braunswalde gehörte, am 11. Juli 1920 über die weitere staatliche Zugehörigkeit zu Ostpreußen (und damit zu Deutschland) oder den Anschluss an Polen ab. In Braunswalde stimmten 220 Einwohner für den Verbleib bei Ostpreußen, auf Polen entfielen 80 Stimmen.
Während des Zweiten Weltkriegs eroberte die Roten Armee im Januar 1945 Braunswalde. Sie unterstellte es im März 1945 mit der südlichen Hälfte Ostpreußens der Verwaltung der Volksrepublik Polen. Diese benannte den Ort in Brąswałd um und siedelte Polen an.

### Amtsbezirk Braunswalde (1874–1945)
Bei seiner Errichtung gejörten acht Kommunen zum Amtsbezirk Braunswalde. Am Ende waren es noch fünf:
| Deutscher Name              | Polnischer Name | Anmerkungen                                                                                     |
| --------------------------- | --------------- | ----------------------------------------------------------------------------------------------- |
| Bergfriede                  | Barkweda        |                                                                                                 |
| Braunswalde                 | Brąswałd        |                                                                                                 |
| Groß Buchwalde              | Bukwałd         |                                                                                                 |
| Guttstädter Buchwald, Forst |                 | vor 1883 ausgegliedert                                                                          |
| Kainen                      | Kajny           |                                                                                                 |
| Piestkeim                   | Pistki          | 1928 nach Spiegelberg eingemeindet                                                              |
| Spiegelberg                 | Spręcowo        |                                                                                                 |
| Woppen                      | Wopy            |                                                                                                 |
| nach 1883: Buchwalde, Forst |                 | 1928 zu Teilen nach Groß Buchwalde bzw. nach Groß Damerau im Amtsbezirk Süssenthal umgegliedert |

### Bevölkerungsentwicklung bis 1945
| Jahr | Einwohner | Anmerkungen                          |
| ---- | --------- | ------------------------------------ |
| 1816 | 101       | [ 6 ]                                |
| 1858 | 367       | davon 361 Katholiken und sechs Juden |
| 1864 | 401       | am 3. Dezember                       |
| 1905 | 508       | [ 9 ]                                |
| 1933 | 511       | [ 10 ]                               |
| 1939 | 500       | [ 10 ]                               |

## Kirche

### Römisch-katholisch

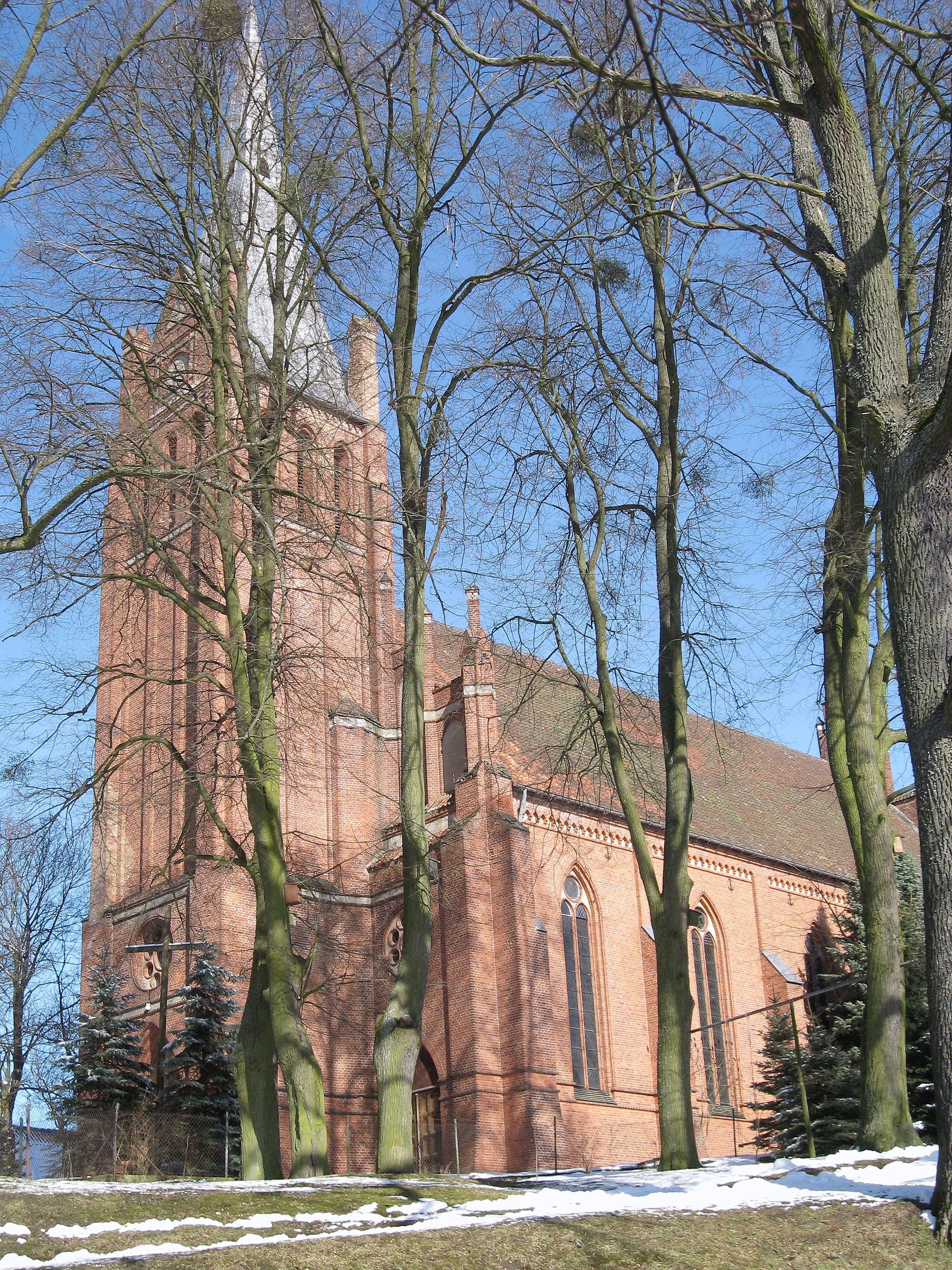
Die St.-Katharinen-Kirche in Brąswałd

Braunswalde verfügte bereits 1363 über ein Kirchengebäude, das jedoch 1500 durch einen Neubau ersetzt wurde. Diesen zerstörte ein Feuer im Anfang des 17. Jahrhunderts, er wurde jedoch wieder aufgebaut. Später musste die Kirche dem heutigen Neubau Platz machen.
Die große Kirche St. Katharinen im Ort ist zwischen 1894 und 1896 entstanden. Entsprechend neogotisch ausgemalt und ausgestattet ist der Innenraum. Der Hochaltar ist von 1902, der dagegen ältere barocke Seitenaltar mit dem Bild der Heiligen Dreifaltigkeit trägt noch das Wappen von Bischof Christoph Andreas Johann Szembek.

### Evangelisch
Bis 1945 waren Braunswalde in die evangelische Kirche Allenstein in der Kirchenprovinz Ostpreußen der Kirche der Altpreußischen Union eingepfarrt. Der Bezug zu diese – jetzt mit Namen versehenen – Christus-Erlöser-Kirche in Olsztyn besteht auch heute für Brąswałd, wobei die Pfarrei jetzt zur Diözese Masuren der Evangelisch-Augsburgischen Kirche gehört.

## Pro-polnische Bewegung
Nach dem Ersten Weltkrieg stieß in Braunswalde die pro-polnische Bewegung auf Resonanz. Eine zentrale Rolle spielte dabei der Pfarrer von Braunswalde, Walenty Barczewski (1856–1928), ein Aktivist des Polentums, der hier eine private polnische Schule einrichtete.

## Wasserkraftwerk an der Łyna
Etwa 500 m südwestlich von Brąswałd befindet sich eine Staustufe der Łyna (Alle) mit einem zwischen 1933 und 1936 errichteten Wasserkraftwerk. Dieses besteht aus zwei senkrechten Turbinen des Typs „Kaplan“, die Spezialanfertigungen des Unternehmens „Voith“ sind.
Die Turbinen treiben zwei Generatoren von Siemens mit einer Gesamtleistung von 2,2 MW an. Erzeugt wird eine Spannung von über 5.000 V, die in einer Transformatorenstation auf 15.000 V erhöht wird und über eine Oberleitung dem Landesnetz zugeführt wird.
Die Turbinen arbeiten in der Regel morgens und abends, um zu Spitzenverbrauchszeiten zusätzlichen Strom bereitzustellen. Wenn die Turbinen nicht arbeiten, wird das Wasser in einem Stausee aufgestaut. Zum Antrieb der beiden Generatoren werden 34.000 Liter Wasser pro Sekunde benötigt.
Durch die Aufstauung des Flusslaufes der Łyna im Stausee wird eine größere Differenz zwischen den Wasserspiegeln erreicht, wodurch eine verhältnismäßig hohe Kraftwerksleistung auf so einem relativ kleinen Fluss möglich ist.

## Sehenswürdigkeiten
- St.-Katharinen-Kirche
- Maria Zientara-Malewska Gedenkhaus
- Friedhof mit dem Grab von Walenty Barczewski (1856–1928)
- Wasserkraftwerk an der Łyna (Alle) in der südöstlichen Umgebung von Braunswalde
- Der Hydraulische Widder in Kajny (Kainen)[12]

## Verkehr
Brąswałd liegt westlich der polnischen Landesstraße 51 (einstige deutsche Reichsstraße 134) und ist über eine Nebenstraße von Dywity (Diwitten) aus in Richtung Różynka (Rosengarth) zu erreichen.
Die nächste Bahnstation ist Bukwałd (Groß Buchwalde) an der PKP-Linie 221: Olsztyn Gutkowo–Braniewo. Allerdings wird der Abschnitt Olsztyn Gutkowo–Dobre Miasto seit dem 13. September 2019 nicht (mehr) befahren.

## Persönlichkeiten
- Walenty Barczewski (1856–1928), katholischer Dorfpfarrer und Aktivist des Polentums, gründete hier nach dem Ersten Weltkrieg eine private polnische Schule.
- Maria Zientara-Malewska (1894–1984), wurde hier geboren; in ihrem Bekanntenkreis entstand das polnische Gedicht O Warmio, das im Juni 1920 vertont mit der Musik des in Wartenburg (Barczewo) beheimateten Komponisten Feliks Nowowiejski (1877–1946) erstmals als Lied erklang.